# Khaled Abdulrahman
Khaled Abdulrahman Ahmed Al Raqi Al Almoudi (Al Ain, 10 settembre 1988) è un ex calciatore emiratino di ruolo difensore.

## Carriera
Nella stagione 2010-2011 ha giocato 3 partite nell'AFC Champions League con l'Al-Ain.

## Palmarès

### Club
- UAE Arabian Gulf League: 1

Al-Ain: 2011-2012
- UAE Super Cup: 1

Al-Ain: 2012